# Krieg der Computer
Krieg der Computer (Originaltitel: A Taste of Armageddon) ist die 23. Episode der ersten Staffel der Science-Fiction-Fernsehserie Raumschiff Enterprise. Sie wurde in englischer Sprache erstmals am 23. Februar 1967 bei NBC ausgestrahlt. In Deutschland war sie zum ersten Mal am 28. Dezember 1987 in einer synchronisierten Fassung bei Sat.1 zu sehen, nachdem das ZDF sie bei der deutschen Erstausstrahlung der Serie in den Jahren 1972 bis 1974 übergangen hatte.

## Handlung
Im Jahr 2267 bei Sternzeit 3192,1 fliegt die Enterprise nach Eminiar VII, um diplomatische Beziehungen mit dem Planeten aufzunehmen. Die Kontaktversuche werden mit der Warnung beantwortet, sich dem Planeten nicht zu nähern. Captain Kirk möchte diesen Wunsch respektieren, erhält aber von Föderationsbotschafter Robert Fox den Befehl, in eine Umlaufbahn einzuschwenken. Kirk beamt zusammen mit seinem ersten Offizier Spock, Yeoman Tamura und zwei Sicherheitsoffizieren auf die Oberfläche und wird dort von Mea 3 empfangen, die das Außenteam zum Hohen Rat geleitet. Anan 7, der Sprecher des Rats, erklärt, die Enterprise befinde sich in Gefahr, denn Eminiar VII befindet sich seit 500 Jahren im Krieg mit seinem Nachbarplaneten Vendikar. Gerade eben würde ein Angriff auf die Hauptstadt durchgeführt. Die Mitglieder des Außenteams sind erstaunt, denn sie können keinerlei Anzeichen für Kämpfe feststellen. Spock erkennt schließlich, dass die Kämpfe lediglich von Computern simuliert werden, Anan 7 bestätigt das, ergänzt aber, dass die Verluste echt seien und alle Opfer sich innerhalb von 24 Stunden zur Desintegration einfinden müssten. Leider sei die Enterprise ebenfalls zu einem legitimen Ziel geworden und bei einem simulierten Angriff zerstört worden. Anan 7 fordert daher, dass die gesamte Mannschaft zur Desintegration hinunterbeamen soll, und lässt als Druckmittel das Außenteam gefangen nehmen.
Mea 3, die selbst zum Opfer des Angriffs erklärt wurde, verteidigt das System gegenüber Kirk. Ein ausgeprägtes Pflichtbewusstsein lässt die Eminianer ihre Desintegration bereitwillig hinnehmen. Ein Zuwiderhandeln würde zu einem echten Krieg und damit zum Untergang beider Zivilisationen führen. Anan 7 meldet sich unterdessen mit Kirks Stimme auf der Enterprise, um so die Mannschaft zum Herunterbeamen aufzufordern. Chefingenieur Scott durchschaut den Trick allerdings und geht nicht darauf ein. Auf dem Planeten gelingt es dem Halb-Vulkanier Spock derweil mittels Telepathie, die Wache ihrer Zelle zu überrumpeln. Das Außenteam kann ausbrechen und zusätzlich eine Desintegrationskammer zerstören. Anan 7 lässt das Team suchen und eröffnet zudem das Feuer auf die Enterprise.
Dank ihrer Schutzschilde hält die Enterprise dem Angriff stand. Botschafter Fox bietet als Zeichen des guten Willen an, die Schilde zu senken und die Angelegenheit auf Eminiar VII persönlich zu besprechen. Scott verweigert aber den Befehl, die Schilde zu deaktivieren, woraufhin Fox ihm mit einem Kriegsgericht droht. Kirk überfällt indes Anan 7 in dessen Büro und verlangt die Herausgabe der Kommunikatoren des Außenteams. Auf dem Weg nach draußen wird Kirk aber von eminianischen Wachen überwältigt.
Fox und sein Attaché beamen nun eigenmächtig auf den Planeten und werden dort von Anan 7 empfangen. Der führt sie jedoch nicht zur Ratskammer, sondern zu einer Desintegrationskammer. Glücklicherweise kommen Spock und die Sicherheitsoffiziere ihm zu Hilfe und zerstören die Kammer. Anan 7 wird nun ungeduldig und bedrängt den gefangenen Kirk, endlich seiner Crew das Herunterbeamen zu befehlen, denn Vendikar wirft Eminiar VII inzwischen die Nichteinhaltung der Verträge vor. Kirk hingegen weist die Enterprise an, in zwei Stunden „Befehl 24“ auszuführen. Dieser sieht vor, alle Städte des Planeten zu beschießen, sollte das Außenteam nicht freigegeben werden. Anan 7 weiß nun nicht mehr weiter. Kirk gelingt es, seine Wachen zu überrumpeln. Unmittelbar darauf treffen Spock und die Sicherheitsoffiziere ein. Nachdem die Ratskammer gesichert ist, zerstört Kirk mit seinem Phaser die eminianischen Computer.
Kirk zwingt Anan 7 somit zu einer Entscheidung. Entweder der Krieg wird fortan real geführt oder die Eminianer entschließen sich endlich zu Friedensgesprächen. Anan 7 erinnert sich an eine direkte Leitung nach Vendikar, die aber seit Jahrhunderten nicht benutzt wurde. Fox bietet sich als Vermittler in den folgenden Gesprächen an. 

## Besonderheiten

### Verbindungen zu anderen Star-Trek-Produktionen
Einige Elemente aus dieser Folge wurden in späteren Star-Trek-Produktionen wieder aufgegriffen:
- In der Raumschiff-Enterprise-Folge Stein und Staub versucht Spock erneut, eine Gefängniswache mittels Telepathie zu beeinflussen.
- Auf Befehl 24 wird noch einmal in der Raumschiff-Enterprise-Folge Wen die Götter zerstören Bezug genommen.
- In Folge 1.03 (Die gefährliche Wolke) der Zeichentrickserie Die Enterprise von 1973 zitiert Captain Kirk eine seiner eigenen Aussagen in Krieg der Computer.
- Der Originaltitel der Folge 2.13 der Serie Star Trek: Deep Space Nine (Das Harvester-Desaster, englisch: Armageddon Game) war von Robert Hewitt Wolfe als Hommage an Krieg der Computer (A Taste of Armageddon) gewählt worden. Auch in dieser Folge geht es um zwei Völker, die einen langen Krieg gegeneinander geführt haben, nun aber zu einem Frieden gelangt sind und die im Krieg verwendeten Massenvernichtungswaffen zerstören.[1]
- Im Film Star Trek: Treffen der Generationen ist eines der vom Nexus zerstörten Flüchtlingsschiffe, die SS Robert Fox, nach dem Botschafter aus Krieg der Computer benannt.
- In Folge 6.13 (Jenseits der Sterne) von Star Trek: Deep Space Nine aus dem Jahr 1998 kommt eine Geschichte mit dem Titel Attack on Planet Eminiar Seven vor.

Die Eigenschaften der Schutzschilde der Enterprise in dieser Folge widersprechen späteren Produktionen. Hier verhindern die Schilde, dass die Phaser abgefeuert werden können. Fox kann hingegen durch die Schilde beamen. In späteren Folgen ist es genau umgekehrt: Mit aktivierten Schilden ist Beamen unmöglich, die Phaser sind hingegen nicht beeinträchtigt.

### Sonstiges
Die Planeten Eminiar VII und Vendikar befinden sich in einem Sternen-Cluster namens NGC 321, der sich innerhalb der Milchstraße befindet. Hierbei handelt es sich um eine echte astronomische Bezeichnung, allerdings handelt es sich bei dem realen Objekt NGC 321 um eine über 200 Millionen Lichtjahre entfernte Galaxie.

## Produktion

### Drehbuch
Am ersten Drehbuchentwurf war neben Robert Hamner auch Script consultant Steven W. Carabatsos beteiligt. Nach der finalen Überarbeitung des Drehbuchs durch Hamner und Gene L. Coon wurde Carabatsos nicht mehr in den Credits der Folge genannt.
In einem Interview erklärte Barbara Babcock, dass Mea 3 die Tochter von Anan 7 sein sollte. Im Drehbuch wird die Beziehung der beiden Figuren aber nicht näher erläutert.

### Darsteller
Barbara Babcock spielte auch Philana in der Folge Platons Stiefkinder. In vier weiteren Folgen fungierte sie als Sprecherin.
Sean Kenney spielte Lieutenant DePaul auch in der Folge Ganz neue Dimensionen. In der Doppelfolge Talos IV – Tabu spielte er den versehrten Captain Pike.
David L. Ross spielte in mehreren Folgen Besatzungsmitglieder der Enterprise (zumeist ohne Text).

### Drehorte und Kulissen
Die Computer auf Eminiar VII waren bereits in der Folge Talos IV – Tabu als Computer von Sternenbasis 11 zu sehen.

### Requisiten
Die Handfeuerwaffen der Eminianer wurden in mehreren späteren Folgen als Waffen der Klingonen und der Romulaner wiederverwendet.

### Effekte
Als das Außenteam vom Landeplatz in die Ratskammer geführt wird, findet zwischen beiden Szenen kein Schnitt, sondern eine Wischblende statt. Diese Technik wurde hier zum einzigen Mal in der Serie Raumschiff Enterprise angewendet.

## Adaptionen
James Blish schrieb eine Textfassung von Krieg der Computer, die auf Englisch erstmals 1973 in der Geschichtensammlung Star Trek 9 erschien. Die deutsche Übersetzung erschien 1973.
Ein Fotoroman zu Krieg der Computer erschien 1978 auf Englisch als vierter Band der Star-Trek-Fotonovel-Reihe. Die deutsche Übersetzung erschien 1979.

## Rezeption
James Rundle führte Krieg der Computer 2010 auf SciFiNow in einer Auflistung der zehn besten Folgen von Raumschiff Enterprise auf Platz 7.
Sven Harvey zählte Krieg der Computer 2015 auf der Website Den of Geek als eine der 25 besten Folgen der beiden Serien Raumschiff Enterprise und Die Enterprise.
Aaron Couch und Graeme McMillan erstellten 2016 anlässlich des 50-jährigen Jubiläums von Star Trek in Zusammenarbeit mit verschiedenen Beteiligten aus dem Franchise für den Hollywood Reporter eine Liste der 100 besten bis dahin ausgestrahlten Folgen. Krieg der Computer wurde hierbei auf Platz 53 gewählt.
Elena Holodny und Andy Kiersz führten Krieg der Computer 2017 auf businessinsider.com in einer Aufstellung der 13 besten Folgen von Raumschiff Enterprise auf Platz 11.
Silas Lesnick listete Krieg der Computer 2018 in einer Aufstellung der 20 besten Folgen von Raumschiff Enterprise auf Platz 8.
Ryan Britt führte Krieg der Computer 2021 auf der Website Den of Geek als eine von zehn Raumschiff-Enterprise-Folgen, die das Franchise am besten definieren.
Christian Blauvelt listete Krieg der Computer 2022 auf hollywood.com in einem Ranking aller 79 Raumschiff-Enterprise-Folgen auf Platz 16.

## Parodien und Anspielungen
In Folge 2.09 (Triage) der Science-Fiction-Serie For All Mankind von 2021 zitiert Danielle Poole aus Krieg der Computer.